# Lonicera quinquelocularis
Lonicera quinquelocularis är en kaprifolväxtart som beskrevs av Hardw. Lonicera quinquelocularis ingår i släktet tryar, och familjen kaprifolväxter. Inga underarter finns listade i Catalogue of Life.